# Simon Hüttel (Nordischer Kombinierer)
Simon Hüttel (* 4. August 1999 in Marktredwitz) ist ein ehemaliger deutscher Nordischer Kombinierer.

## Werdegang

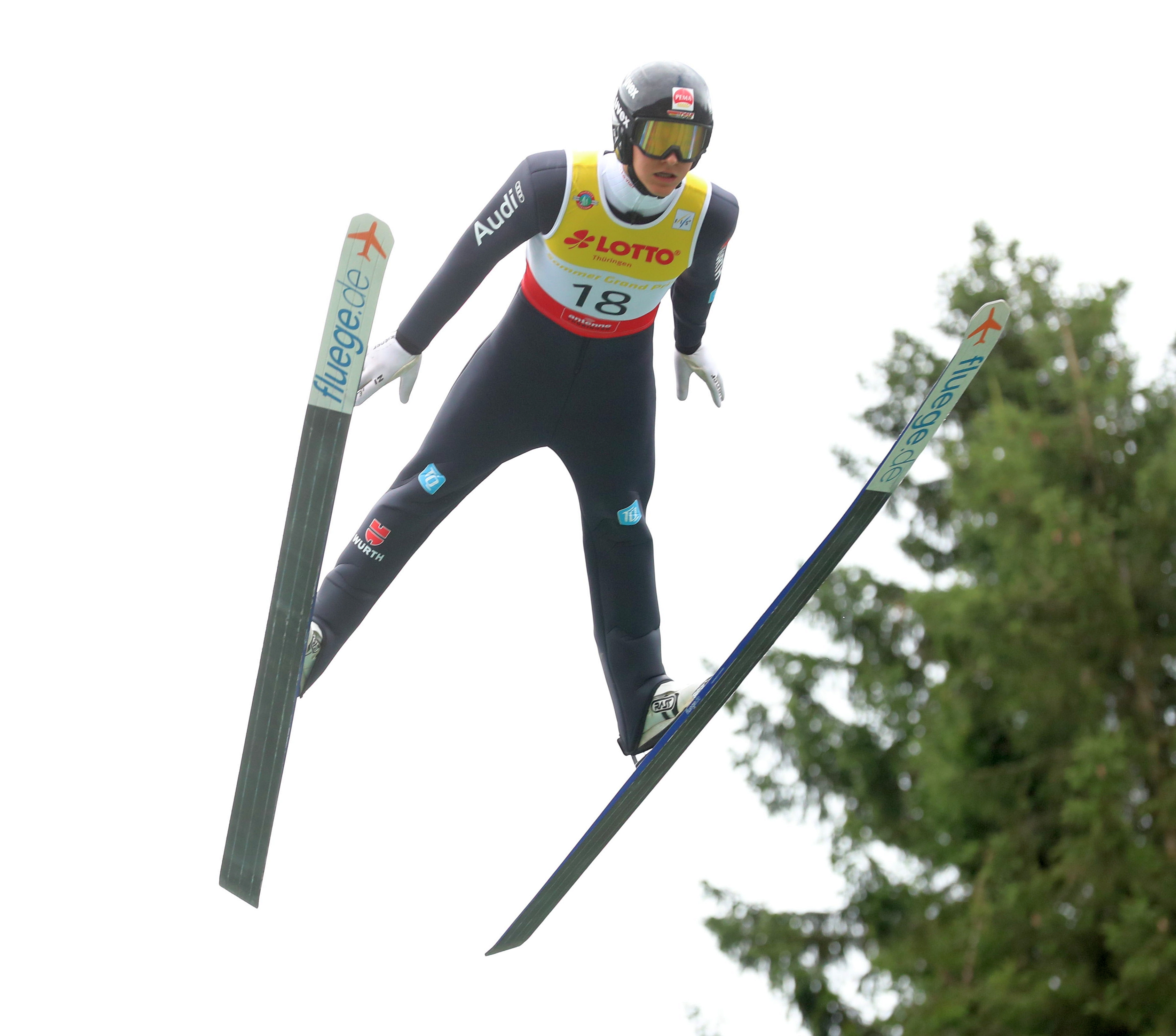
Hüttel beim Sommer Grand Prix 2021 in Oberhof und Steinbach-Hallenberg

Hüttel, der für den WSV Weißenstadt startet, gab sein internationales Debüt am 6. September 2014 beim Alpencup-Wettbewerb in Winterberg, den er jedoch nicht beendete. In den darauffolgenden Jahren trat er regelmäßig bei OPA-Wettbewerben an. Erstmals erreichte er dabei im September 2015 beim Alpencup in Hinterzarten als Zweiter das Podest, ehe er wenige Monate später bei den Nordischen Skispiele der OPA 2016 in Tarvis und Villach die Bronzemedaille im Jugend-Einzel sowie Silber mit dem Team gewann. Nachdem er im Oktober 2016 seinen ersten Sieg im Alpencup feiern konnte, debütierte er im Dezember in Klingenthal im Continental Cup, dem Unterbauch zum Weltcup. Dort verpasste er zwar zunächst die Punkteränge, konnte diese jedoch bei seiner zweiten Teilnahme mit dem neunzehnten Platz erreichen. Im weiteren Saisonverlauf trat er regelmäßig im Continental Cup an und konnte dabei meist Punktgewinne erzielen. In der Gesamtwertung belegte er den 61. Platz.
Im August 2017 gab er in Oberstdorf sein Grand-Prix-Debüt, konnte dabei aber nicht unter die besten dreißig vorstoßen. Kurz darauf wurde er an beiden Wettkampftagen des Alpencups in Kandersteg Zweiter, ehe er bei den deutschen Meisterschaften Ende Oktober 2017 in Klingenthal vor Julian Schmid und Jonas Welde deutscher Juniorenmeister wurde. Im Winter nahm er vereinzelt am Continental Cup teil, konnte dabei jedoch nur sechs Punkte gewinnen. Im Sommer 2018 verteidigte Hüttel seinen Junioren-Meistertitel bei den deutschen Meisterschaften 2018 in Hinterzarten. Darüber hinaus wurde er gemeinsam mit Johannes Rydzek Dritter im Teamsprint, womit er seine erste nationale Medaille bei den Herren gewann. Im Winter 2018/19 erreichte Hüttel im Continental Cup regelmäßig die Punkteränge. Am besten schnitt er als Neunter beim Massenstart in Nischni Tagil ab. Bei den Nordischen Junioren-Skiweltmeisterschaften 2019 im finnischen Lahti belegte er im Sprint den 22. Platz, wohingegen er für das Gundersen-Einzel über zehn Kilometer nicht nominiert wurde. Gemeinsam mit Luis Lehnert, David Mach und Julian Schmid gewann er zudem die Goldmedaille mit dem Team. Zum Saisonabschluss gab er sein Weltcup-Debüt in Schonach, verpasste allerdings die Punkteränge.
Hüttel, der am Bundesstützpunkt Oberstdorf trainiert, gehörte in der Saison 2019/20 der Lehrgangsgruppe I b, die von Constantin Kreiselmeyer betreut wurde, an. Beim Massenstart im Rahmen des Grand Prix 2019 in Klingenthal gewann Hüttel mit dem 29. Rang erstmals Grand-Prix-Punkte, konnte diesen Erfolg bei den weiteren Stationen jedoch nicht wiederholen. Im Winter wurde er ausschließlich im Continental Cup eingesetzt, wo er bei seinen zehn Wettbewerbsteilnahmen siebenmal die Punkteränge erzielte und mit dem elften Rang am 2. Februar in Planica sein bis dato bestes Ergebnis in dieser Wettkampfserie erzielte. In der Gesamtwertung nahm er den 34. Platz ein. Bei den deutschen Meisterschaften 2020 in Oberstdorf wurde Hüttel Sechster im Einzel, ehe er gemeinsam mit David Mach den fünften Platz im Teamsprint belegte. Im Dezember startete Hüttel in Park City im Continental Cup in die Saison 2020/21. Bereits beim ersten Wettkampf brachte er sich mit der drittbesten Sprungleistung in eine gute Ausgangsposition, die er nutzen konnte und schließlich sogar als Zweiter hinter Jakob Lange ins Ziel einlief. Es war seine erste Podestplatzierung im Continental Cup. Im weiteren Saisonverlauf nahm er mit Ausnahme des Wochenendes in Lahti an allen Continental-Cup-Wettbewerben teil und erreichte dabei meistens die Punkteränge, konnte aber nicht mehr an sein Ergebnis aus Park City anknüpfen. In der Gesamtwertung wurde er Sechzehnter. Darüber hinaus versuchte er sich Anfang Februar in Klingenthal im Weltcup, wo er zweimal den 45. Platz belegte und somit punktlos blieb.
Im März 2022 beendete Hüttel seine aktive Laufbahn. Nach seinem Karriereende wurde er Trainer an der Christophorusschule in Berchtesgaden sowie im deutschen C-Kader. In der Saison 2024/25 war Hüttel leitender Trainer der Lehrgangsgruppe IIa Herren.

## Persönliches
Sowohl sein Vater Horst als auch sein Onkel sind früher selbst gesprungen. Im Jahr 2014 wechselte Hüttel aus Gründen der Vereinbarkeit von Schule und Sport auf die CJD Christophorusschulen Berchtesgaden, die er vier Jahre später erfolgreich mit dem Abitur abschloss. Er begann ein Studium in angewandter Psychologie.

## Statistik

### Grand-Prix-Platzierungen
| Saison | Platz | Punkte |
| ------ | ----- | ------ |
| 2019   | 94.   | 100    |
| 2021   | 102.  | 02     |

### Continental-Cup-Platzierungen
| Saison  | Platz | Punkte |
| ------- | ----- | ------ |
| 2016/17 | 61.   | 042    |
| 2017/18 | 98.   | 006    |
| 2018/19 | 35.   | 105    |
| 2019/20 | 34.   | 114    |
| 2020/21 | 16.   | 230    |
| 2021/22 | 43.   | 072    |

### Platzierungen beideutschen Meisterschaften
| Jahr und Ort            | Wettbewerb | Wettbewerb |
| Jahr und Ort            | Einzel     | Teamsprint |
| ----------------------- | ---------- | ---------- |
| 2017 Klingenthal        | 14.        | 10.        |
| 2018 Hinterzarten       | 07.        | 03.        |
| 2019 Johanngeorgenstadt | 14.        | 06.        |
| 2020 Oberstdorf         | 06.        | 05.        |
| 2021 Oberhof            | 14.        | 09.        |